# Насиф Естефано
Насиф Естефано (на испански: Nasif Estéfano) е бивш аржентински пилот от Формула 1. Роден е на 18 ноември 1932 година в Концепцион, Аржентина.

## Формула 1
Насиф Естефано дебютира във Формула 1 през 1960 г. в Голямата награда на Аржентина, в световния шампионат на Формула 1 записва 2 участия като не успява да спечели точки. Състезава се за отборите на Мазерати и Де Томасо.